# Phyllophaga pearliae
Phyllophaga pearliae är en skalbaggsart som beskrevs av Davis 1920. Phyllophaga pearliae ingår i släktet Phyllophaga och familjen Melolonthidae. Inga underarter finns listade i Catalogue of Life.